# Balde de Ubaldis
Pour les articles homonymes, voir Balde et Baldus.
Balde (latin : Baldus de Ubaldis, italien : Baldo degli Ubaldi), né à Pérouse le 10 octobre 1327 et mort à Pavie le 7 mai 1400 est un juriste italien.

## Biographie
Né dans la famille noble des Ubaldi ou Baldeschi, Balde étudia le droit civil à Pérouse avec Bartole. Il est reçu au doctorat à l'âge de 17 ans. Parallèlement il étudie le droit canon avec Petrucius. En 1345 il part enseigner le droit à Bologne, avant de revenir en 1348 à Pérouse, où il reste professeur de droit pendant trente-trois ans. On le retrouve également à Pise, Florence, Pérouse et Padoue (où il occupe la chaire de droit civil de 1376 à 1379). En 1390, il s'installe à Pavie, à la suite de l'invitation du seigneur de Milan Jean Galéas Visconti, où il demeure jusqu'à sa mort.
Balde laisse une œuvre considérable, composée de traités de droit civil, commentaires sur le Code Justinien et les Libri feudorum, traités de droit canon, commentaires des décrétales, ainsi qu'une Questio de schismate écrite à la demande du pape Urbain VI lors du grand schisme d'Occident et de très nombreux consillia ou avis juridiques (environ 3 000 sont conservés) ; il fut par ailleurs le premier à écrire un code de droit commercial, la Summula respiciens facta mercatorum. Il théorise le fait que les Etats ne sont pas propriétaires de leurs territoires mais uniquement les gestionnaires. Il mourut à Pavie en 1400 et fut enterré dans l'église San Francesco Grande à Pavie.

## Œuvres
- De syndicatu officialium
- De duobus fratribus
- De significatione verborum
- De pace Constantiae
- De feudis

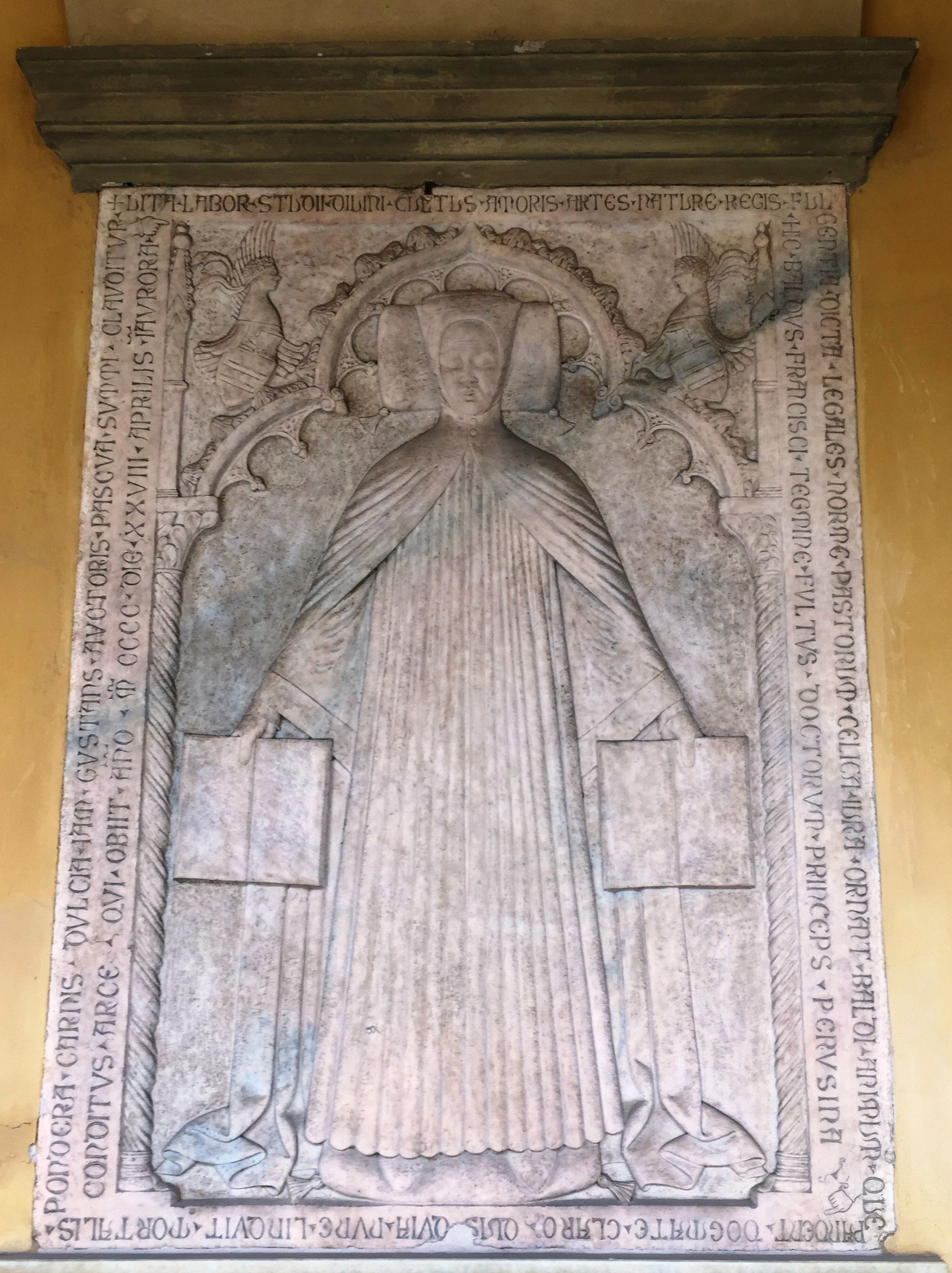
Pierre tombale de Balde de Ubaldis, 1402, Université de Pavie.

- Summula respiciens facta mercatorum.
- Commentaria in digestum vetus, 1549.
- Consiliorum sive responsorum, 1575.
- (la) In usus feudorum commentaria, 1580 (lire en ligne)

In usus feudorum commentaria, 1580